# Arctoconopa forcipata gaspicola
Arctoconopa forcipata gaspicola is een ondersoort van de tweevleugelige Arctoconopa forcipata uit de familie steltmuggen (Limoniidae). De soort komt voor in het Nearctisch gebied.